# Ludwik Tyszkiewicz
Ludwik Skumin Tyszkiewicz herbu Leliwa (ur. 1748, zm. 26 czerwca 1808) – hrabia, hetman polny litewski od 1780, marszałek wielki litewski od 1793, podskarbi wielki litewski od 1791, generał-adiutant od 1772, pisarz wielki litewski 1775-1780, marszałek Trybunału Głównego Wielkiego Księstwa Litewskiego, komisarz Komisji Porządkowej Cywilno-Wojskowej województwa wileńskiego w 1790, rosyjski rzeczywisty tajny radca. 

## Życiorys
Odznaczony Orderem Świętego Stanisława (1778) i rosyjskimi orderami św. Andrzeja Apostoła Pierwszego Powołania (1787) i św. Aleksandra Newskiego (1787).
Był elektorem Stanisława Augusta Poniatowskiego w 1764 z województwa trockiego.
W 1775 skoligacił się z rodziną panującego Stanisława Augusta Poniatowskiego, poślubiając córkę jego brata Kazimierza Konstancję Poniatowską. Członek konfederacji Andrzeja Mokronowskiego i poseł na sejm 1776 roku z województwa wileńskiego. 25 listopada 1776 został kawalerem Orderu Orła Białego. Poseł na sejm 1778 roku z województwa wileńskiego. W 1778 roku na sejmie w Warszawie był marszałkiem sejmu. Na sejmie w 1782 roku został konsyliarzem Rady Nieustającej. Członek Departamentu Wojskowego Rady Nieustającej w 1783 roku.
Był członkiem konfederacji Sejmu Czteroletniego. W czasie wojny polsko-rosyjskiej, na zebraniu 23 lipca 1792 poparł decyzję króla Stanisława Augusta Poniatowskiego o jego przystąpieniu do konfederacji targowickiej. Sam też szybko złożył do niej akces, co przyniosło mu marszałkostwo wielkie litewskie. Na sejmie grodzieńskim w 1793 roku został mianowany przez króla Stanisława Augusta Poniatowskiego członkiem deputacji do traktowania z posłem rosyjskim Jakobem Sieversem. 22 lipca 1793 podpisał traktat cesji przez Rzeczpospolitą ziem zagarniętych przez Rosję a 25 września cesji ziem zagarniętych przez Prusy w II rozbiorze Polski. Był członkiem konfederacji grodzieńskiej 1793 roku. Członek Komisji Policji Wielkiego Księstwa Litewskiego w 1793 roku. W 1795 przewodniczył deputacji hołdowniczej Wielkiego Księstwa Litewskiego do Katarzyny II. Po II rozbiorze Rzeczypospolitej otrzymał od carycy Katarzyny II rozległe dobra w Berezynie. Po III rozbiorze został pierwszym gubernialnym marszałkiem szlachty i rzeczywistym tajnym radcą.
W latach 1785-1792 wybudował Pałac Tyszkiewiczów w Warszawie.